# Cephalotes basalis
Cephalotes basalis är en myrart som först beskrevs av Smith 1876.  Cephalotes basalis ingår i släktet Cephalotes och familjen myror. Inga underarter finns listade.